# Alfarelos
Alfarelos es una freguesia portuguesa del municipio de Soure, con 13,42 km² de superficie y 1.566 habitantes (2001). Su densidad de población es de 116,7 hab/km².